# Ken Taylor (voetballer)
George Kenneth "Ken" Taylor (1927 – onbekend) was een Engels voetballer.

## Biografie
Ken Taylor speelde van 1948 tot 1950 bij AFC Ajax als middenvelder en aanvaller. Van zijn debuut in het kampioenschap op 16 januari 1949 tegen 't Gooi tot zijn laatste wedstrijd op 21 mei 1950 tegen Maurits speelde Taylor in totaal 6 wedstrijden en scoorde één doelpunt in het eerste elftal van Ajax. Op 12 november 1949 scoorde doelpunt tijdens een met 0-1 gewonnen kampioenschap-wedstrijd tegen De Volewijckers.
Na zijn huwelijk wilde hij dichter bij zijn woonplaats Zutphen spelen en verhuisde in 1950 naar Vitesse. In 1951 ging hij naar Venezuela.

## Statistieken
| Club    | Seizoen | Competitie | Competitie | Beker | Beker | Totaal | Totaal |
| Club    | Seizoen | Wed.       | Dlp.       | Wed.  | Dlp.  | Wed.   | Dlp.   |
| ------- | ------- | ---------- | ---------- | ----- | ----- | ------ | ------ |
| Ajax    | 1948/49 | 4          | 0          | ?     | ?     | 4      | 0      |
| Ajax    | 1949/50 | 2          | 1          | -     | -     | 2      | 1      |
| Total   | Total   | 6          | 1          | ?     | ?     | 6      | 1      |
| Vitesse | 1950/51 | 14         | 0          | -     | -     | 14     | 0      |
| Total   | Total   | 14         | 0          | -     | -     | 14     | 0      |